# Odnowiciele społeczeństwa

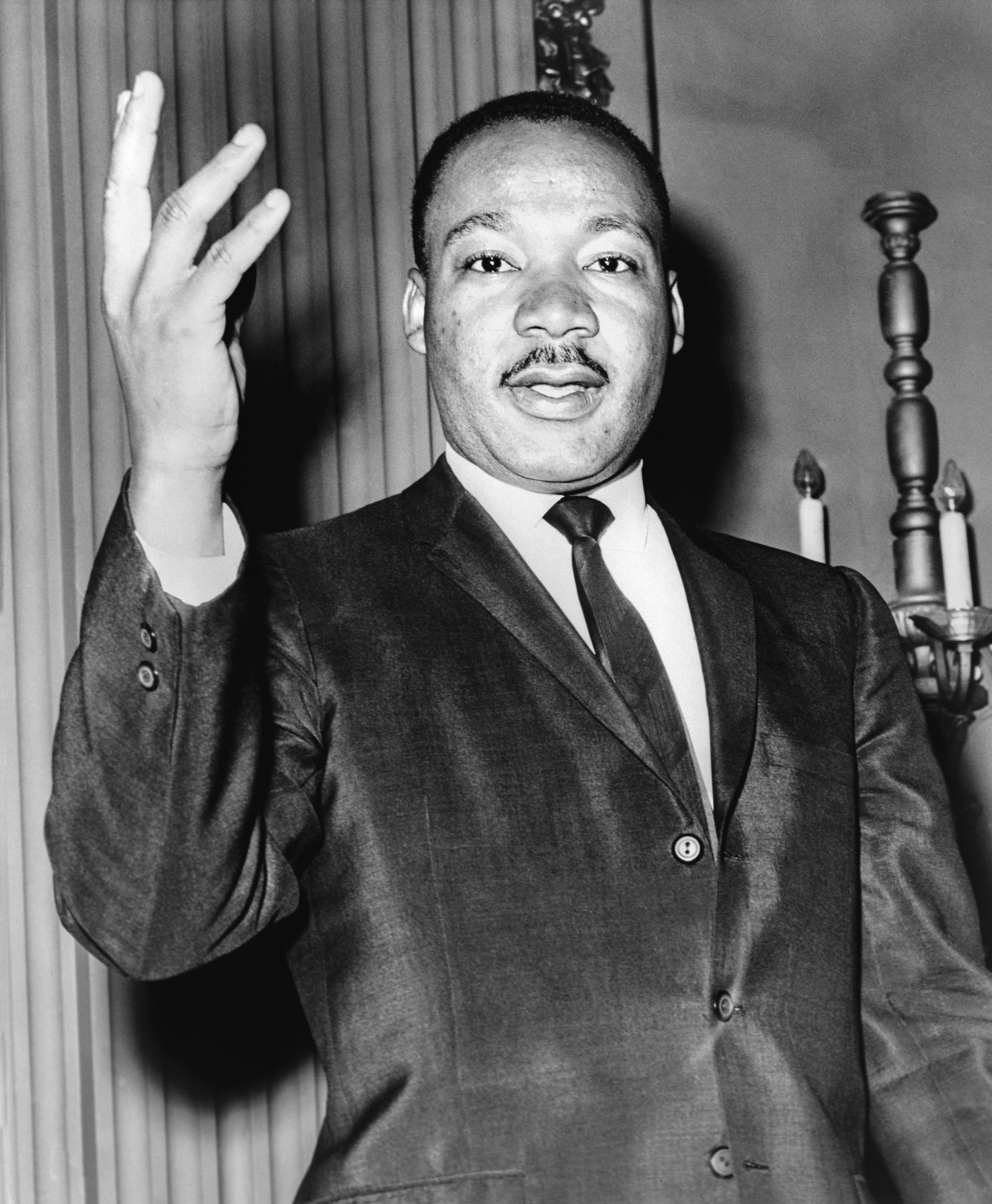
Martin Luther King

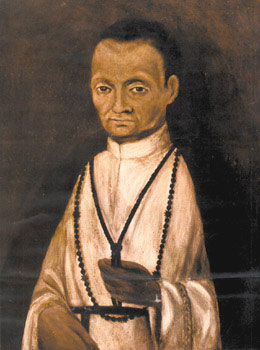
Marcin de Porrès

Odnowiciele społeczeństwa – tytuł nadawany osobom wspominanym w luterańskim kalendarzu liturgicznym w dowód uznania za szczególne działania na rzecz odnowy społeczeństwa ludzkiego i stosunków w nim panujących.
Lista odnowicieli społeczeństwa podana jest w kalendarzu liturgicznym zawartym w Lutheran Book of Worship – agendzie liturgicznej będącej używanej przez wiele kościołów luterańskich, m.in. należący do głównego nurtu Kościół Ewangelicko-Luterański w Ameryce (jako Evangelical Lutheran Worship) oraz konserwatywny Kościół Luterański Synodu Missouri (jako Lutheran Worship).
Odnowiciele społeczeństwa, podobnie, jak inne osoby wspominane w luterańskim kalendarzu liturgicznym, są zasłużonymi jednostkami, o których należy pamiętać, a którym nie wolno oddawać czci, ani modlić się do nich. W Kościołach protestanckich istnieje wyłącznie kult Trójjedynego Boga. Kult świętych, w myśl zasady Solus Christus został zaniechany i uznany za bałwochwalstwo.

## Lista odnowicieli społeczeństwa
- Martin Luther King, wspominany 15 stycznia,
- Harriet Tubman, wspominana 10 marca,
- Sojourner Truth, wspominana 10 marca,
- Toyohiko Kagawa, wspominany 23 kwietnia,
- Florence Nightingale, wspominana 13 sierpnia,
- Clara Maass, wspominana 13 sierpnia,
- Dag Hammarskjöld, wspominany 18 września,
- Theodor Fliedner, wspominany 4 października,
- Marcin de Porrès, wspominany 3 listopada,
- Elżbieta z Turyngii, wspominana 17 listopada.